# Stelis cockerelli
Stelis cockerelli là một loài Hymenoptera trong họ Megachilidae. Loài này được Hicks mô tả khoa học năm 1933.